# Vivac

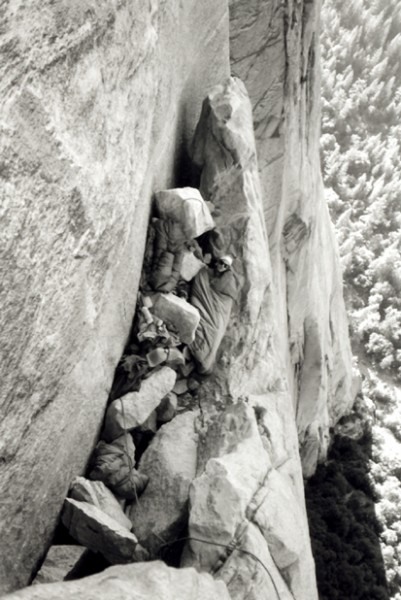
El escalador Chuck Pratt vivaqueando durante la primera ascensión al Salathé Wall en El Capitán, en el valle de Yosemite, en septiembre de 1961

Se conoce como vivac a cualquier variedad de campamento improvisado o refugio que generalmente es de carácter temporal, utilizado especialmente por soldados, escultistas y montañeros. En concreto, la palabra vivac hace referencia al lugar en el que se pernocta, siendo así sinónimo de vivaque. Así mismo, la práctica de dormir a la intemperie, al raso, ya sea con o sin talego, bolsa o saco de dormir, se conoce como hacer un vivac o vivaquear.
A menudo puede referirse a dormir al aire libre con un saco de vivac, pero también puede referirse a un refugio construido con materiales naturales como una estructura de ramas que luego se cubre con hojas, helechos y material similar para su impermeabilización y hojarasca para su aislamiento. Los vivacs modernos a menudo implican el uso de una o dos tiendas, pero también pueden carecer de tiendas de campaña o coberturas completas. En el alpinismo moderno, la naturaleza del refugio de vivac depende del nivel de preparación, en particular de la posibilidad de incorporar al refugio material de acampada y aire libre.

## Denominación
La palabra vivac es de origen francés (bivouac) y, en última instancia, deriva del término suizo-alemán del siglo XVIII beiwacht y a la vez del alemán bei wacht ‘en vela, en guardia’. Se refería a la guardia adicional establecida por una fuerza militar o civil para aumentar la vigilancia en un campamento. Siguiendo su uso por las tropas del Imperio británico, el término llegó a ser conocido como bivvy para abreviar.

## Construcción

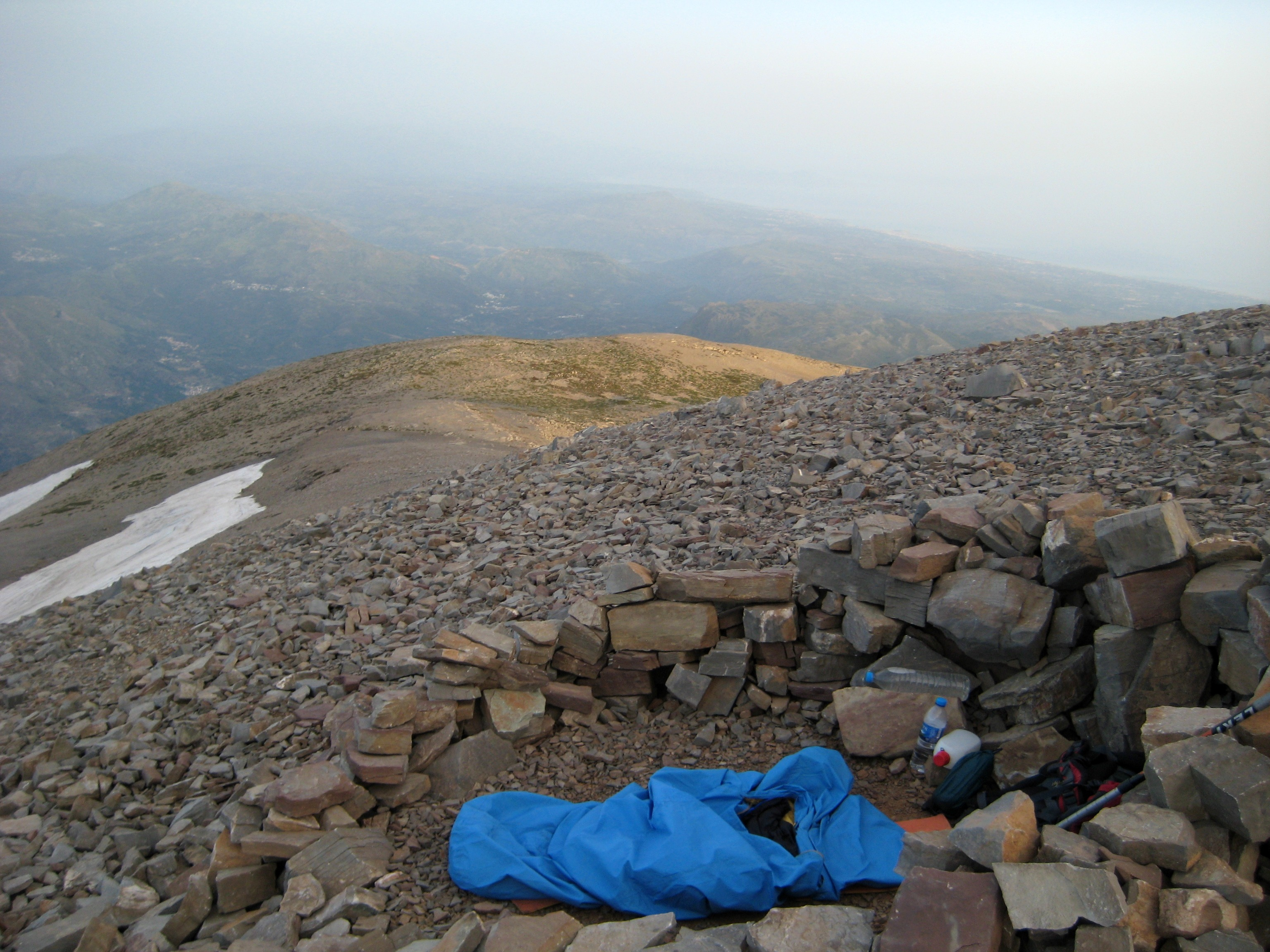
Vivac en la cumbre del Psiloritis, Grecia

Los diseños de una sola cara permiten un acceso fácil y que el calor de un fuego entre en el refugio, mientras que los diseños con techo completo poseen una mejor retención de calor. Como regla general, el techo debe tener al menos un pie de espesor y opaco a la luz del sol. Los vivacs artificiales se pueden construir utilizando una variedad de materiales disponibles, desde planchas de hierro corrugado o madera contrachapada, hasta hojas de césped o un basha. Aunque estos tienen la ventaja de ser rápidos de erigir y eficientes en cuanto a recursos, tienen propiedades de aislamiento relativamente pobres.
Hay muchas maneras diferentes de erigir un refugio vivac. El método más común es usar una lona como techo del refugio y una segunda como la capa del suelo. La lona del techo está suspendida a lo largo de su línea de cresta por un cordón atado entre dos árboles y sus cuatro esquinas están fijadas o atadas a otros árboles. Se debe tener cuidado para dejar un espacio entre el piso y el techo para asegurar que haya suficiente flujo de aire para detener la condensación.
Un basha es una tienda simple, hecha de una o dos lonas de tela impermeable y una cuerda fuerte. En general, un basha está hecho de nailon reforzado con ojales y bucles o pestañas ubicadas a lo largo de los cuatro lados de la hoja y, a veces, a través de las dos líneas centrales de simetría. El basha es un refugio muy versátil que puede erigirse de muchas maneras diferentes para adaptarse a las condiciones particulares de la ubicación.

## Saco de vivac

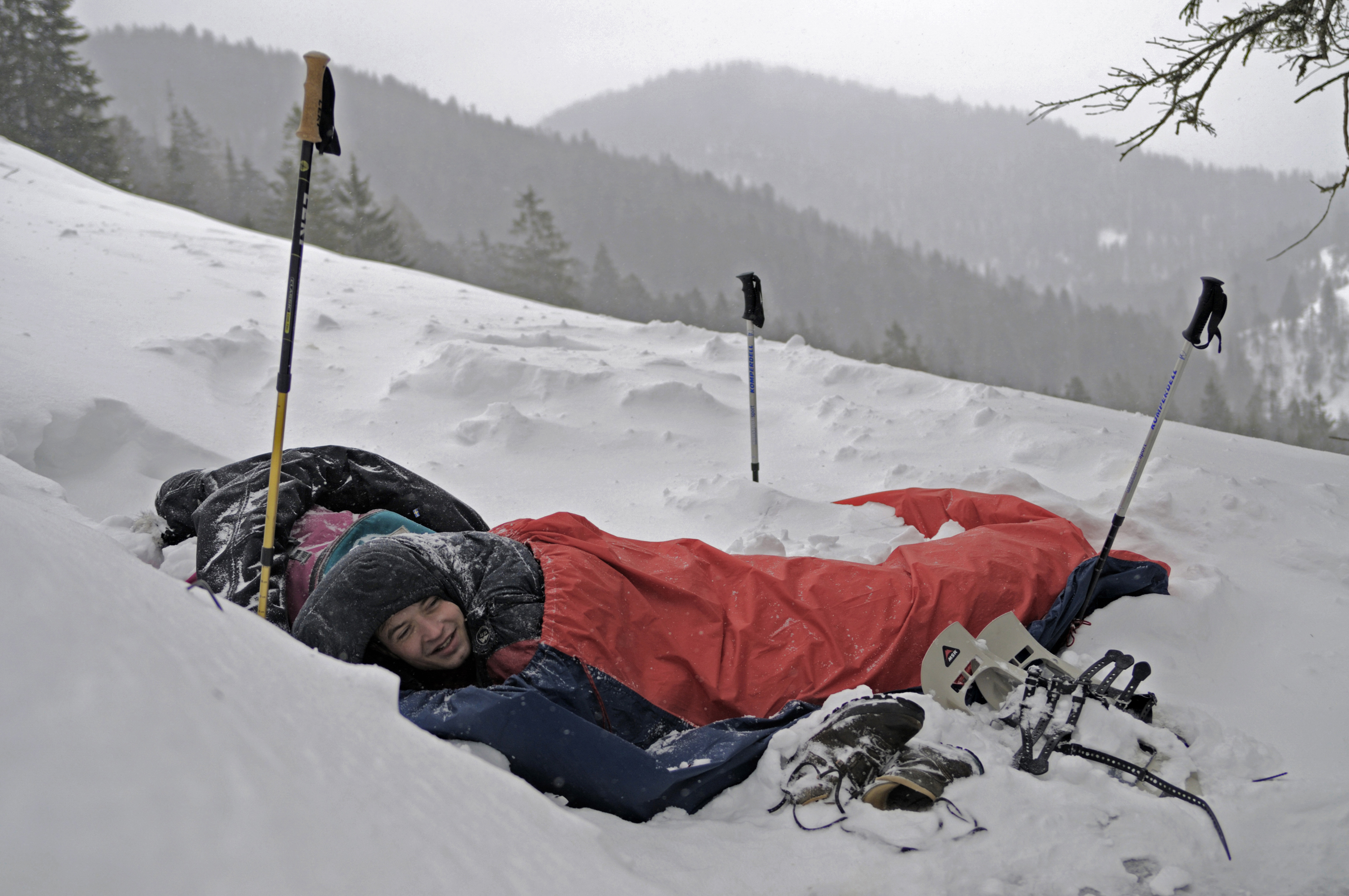
Un saco de vivac (en rojo) cubriendo a un hombre dentro de un saco de dormir en Benediktenwand, Alemania

Un saco de vivac es un tipo más pequeño de refugio vivac. En general, es un refugio portátil, liviano e impermeable, y una alternativa a refugios de vivac más grandes. El principal beneficio de un saco de vivac es la rapidez de instalación y la capacidad de uso en un espacio pequeño, en comparación con refugios tipo tienda de campaña. Por lo tanto, un saco de vivac es una opción común para excursionistas o escaladores que tienen que acampar en áreas estrechas, o en áreas desconocidas. Un saco de vivac generalmente está compuesto por una delgada capa de tela impermeable diseñada para cubrir un saco de dormir, proporcionando un aislamiento adicional de 5 a 10 °C y formando una barrera efectiva contra el frío del viento y la lluvia.
Un inconveniente de un saco de vivac es la humedad que se condensa en el lado interior, dejando al ocupante o al saco de dormir húmedo. Esta humedad disminuye severamente el efecto aislante de los sacos de dormir. Este problema se ha aliviado en los últimos años con la llegada de tejidos impermeables y transpirables, como Gore-Tex, que permiten que pase algo de humedad a través de la tela y bloquea la mayor parte del agua externa. Una bolsa de vivac tradicional normalmente se ajusta hasta la cabeza del usuario, dejando solo un pequeño orificio para respirar o mirar.

## Ejemplos
Un ejemplo de vivac realizado en momentos de urgencia se dio cuando el escalador Hermann Buhl hizo su ascenso al Nanga Parbat en 1953 y se vio obligado a vivaquear solo en una roca a 8000 metros de altitud para sobrevivir hasta la mañana siguiente.